# Raatligger

Proces voor het vervaardigen van een raatligger

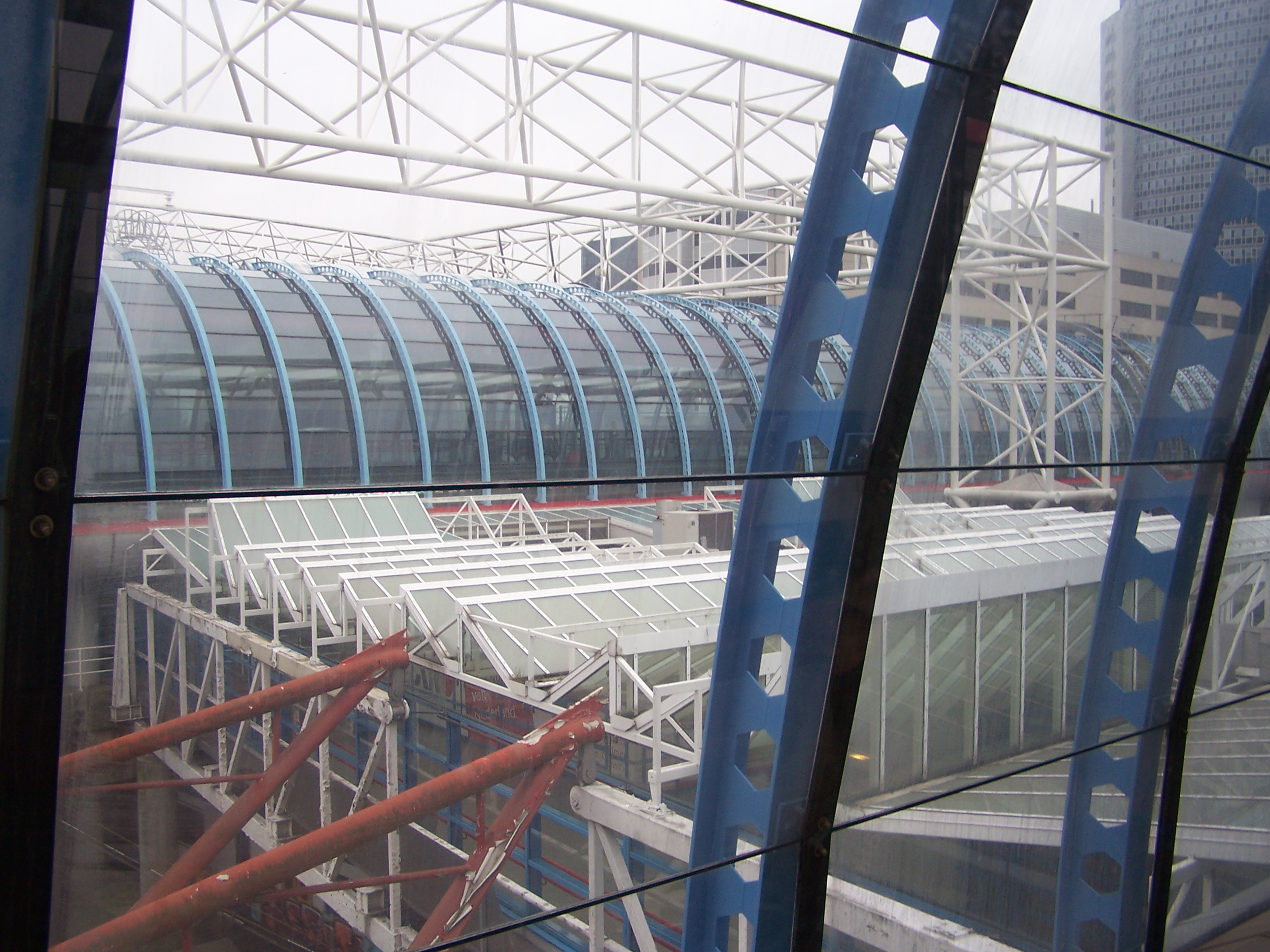
Raatliggers als gebogen spanten toegepast in een stationskap

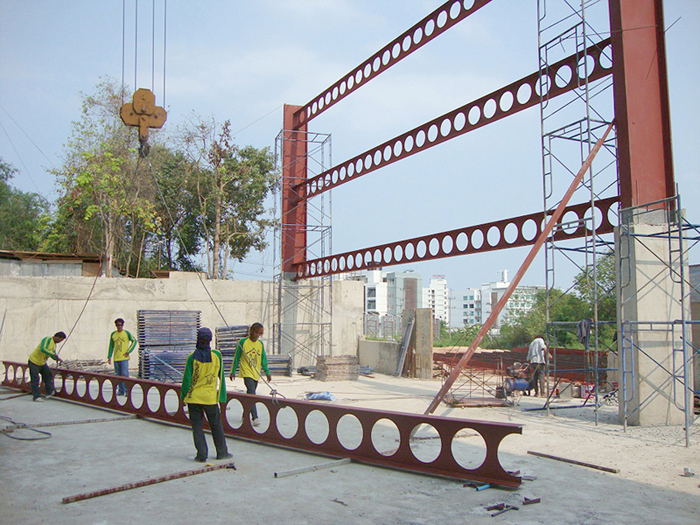
Patrijspoortligger, afwijkend ontwerp met ronde openingen in het lijf van de stalen balk

Een raatligger is een verhoogde stalen balk met in het lijf of middenstuk raatvormige openingen die ontstaan zijn door het productieproces. 

## Beschrijving
Een raatligger kan worden vervaardigd uit een IPE-profiel of uit een soortgelijke stalen balk zoals een HEA-profiel. Bij de vervaardiging wordt het middenstuk van de balk, het zogeheten lijf, over de lengte met bepaalde verspringingen doorgesneden. Vervolgens worden de twee delen zodanig ten opzichte van elkaar verschoven en weer aaneengelast dat de profielhoogte aanzienlijk wordt vergroot. Het proces levert raatvormige openingen in het lijf op waardoor gesproken wordt van raatliggers. 
Een gangbaar doel van het lossnijden en weer aaneenlassen is een toename bereiken van 50% in de profielhoogte. Een voordeel daarvan ten opzichte van de oorspronkelijke balk is dat daarmee een veel grotere buigstijfheid van de balk ontstaat, terwijl de gaten gewicht besparen. 
Overigens kunnen nog bij de vervaardiging tussenplaten zodanig worden ingelast dat beide buitenste balkdelen, de zogeheten flenzen, nog verder uiteen komen te liggen. Met andere woorden de profielhoogte van de balk en ook de buigstijfheid nemen nog verder toe. Verder zijn afwijkende ontwerpen mogelijk zoals patrijspoortliggers of cellenliggers met ronde openingen in het lijf.
In praktische zin kunnen de openingen in de balk worden gebruikt om bij gebouwen leidingen zoals luchtkanalen doorheen te voeren. Ook kan een raatligger een esthetische functie hebben.